# Gavilea araucana
Gavilea araucana är en orkidéart som först beskrevs av Rodolfo Amando Philippi, och fick sitt nu gällande namn av Maevia Noemi Correa. Gavilea araucana ingår i släktet Gavilea och familjen orkidéer. Inga underarter finns listade i Catalogue of Life.

## Bildgalleri

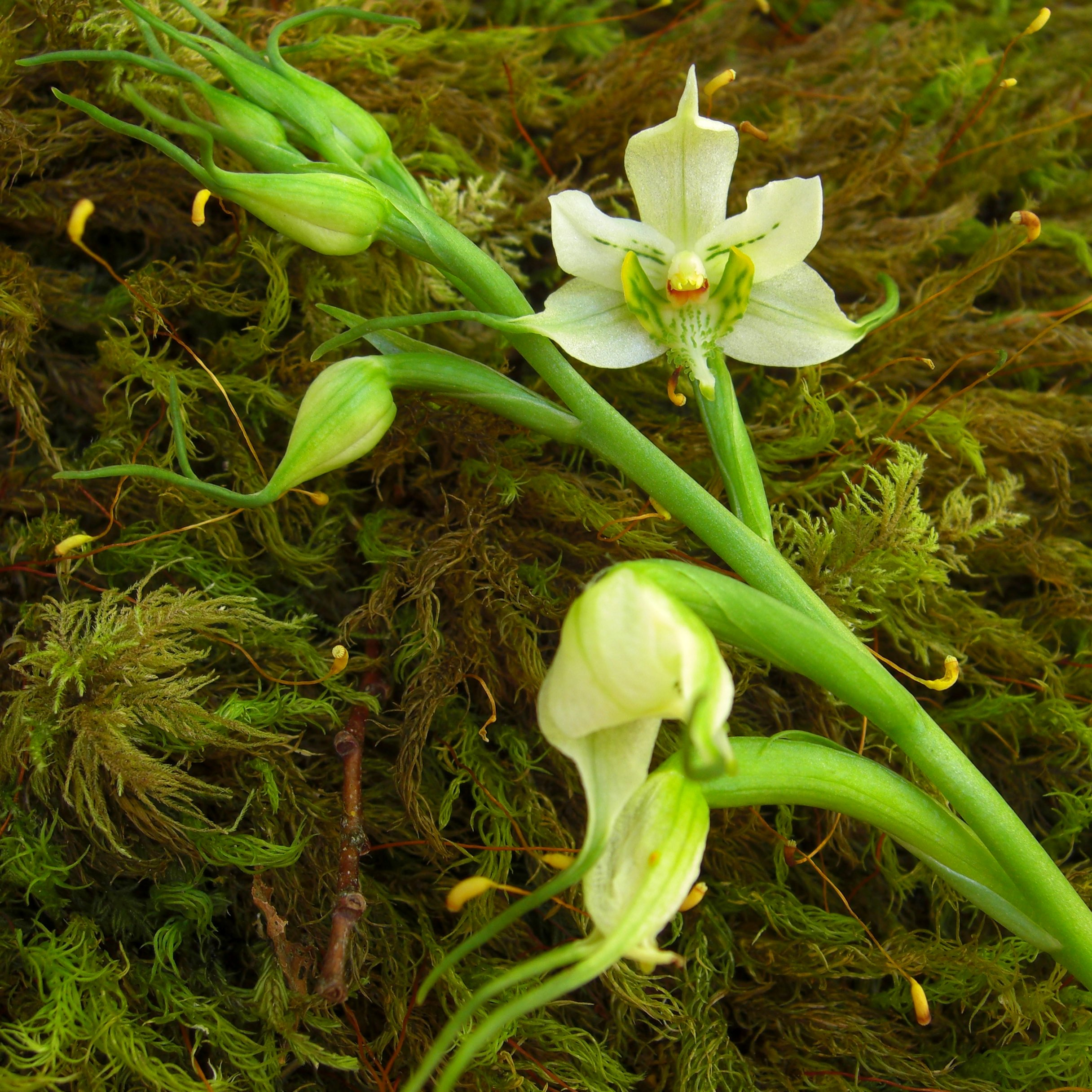
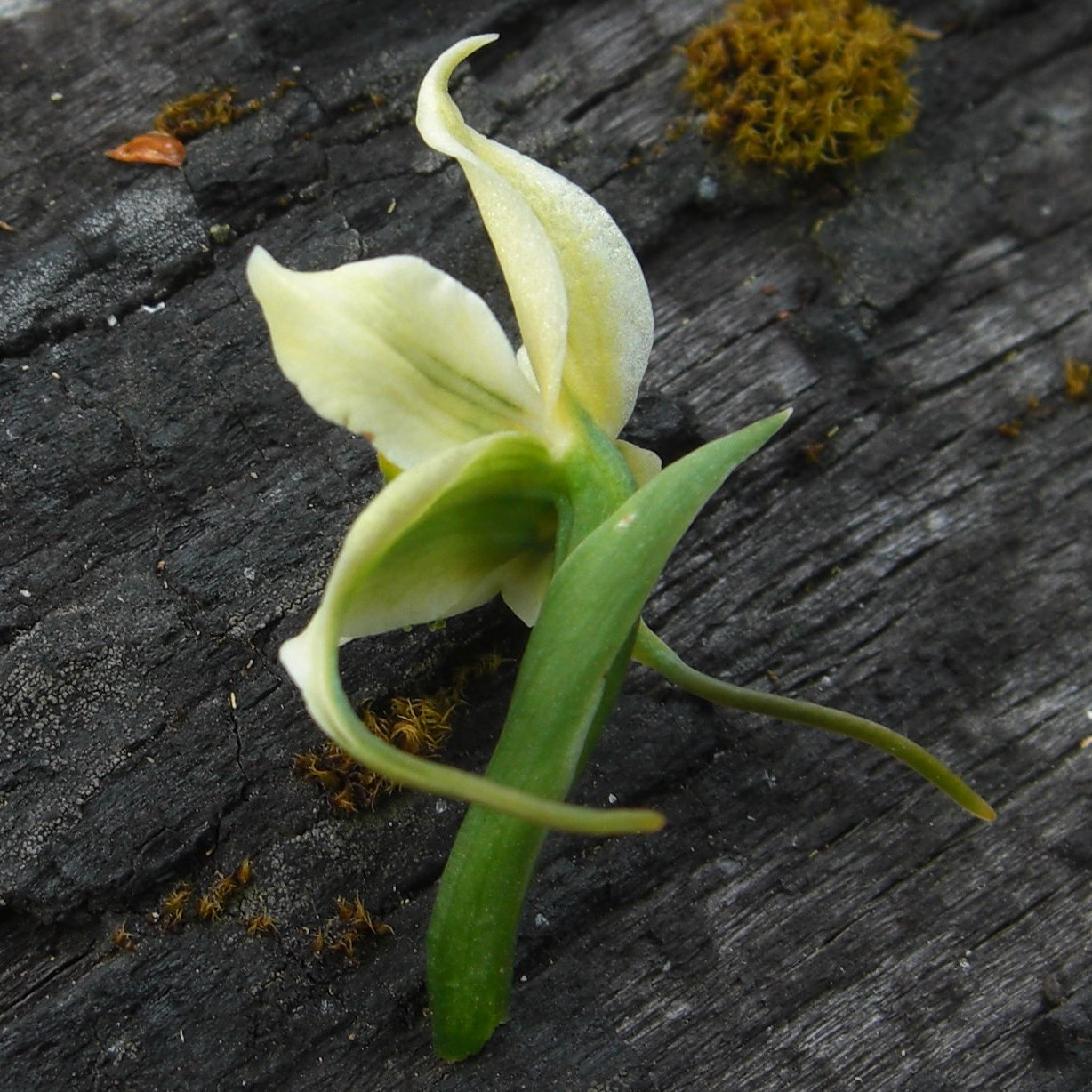
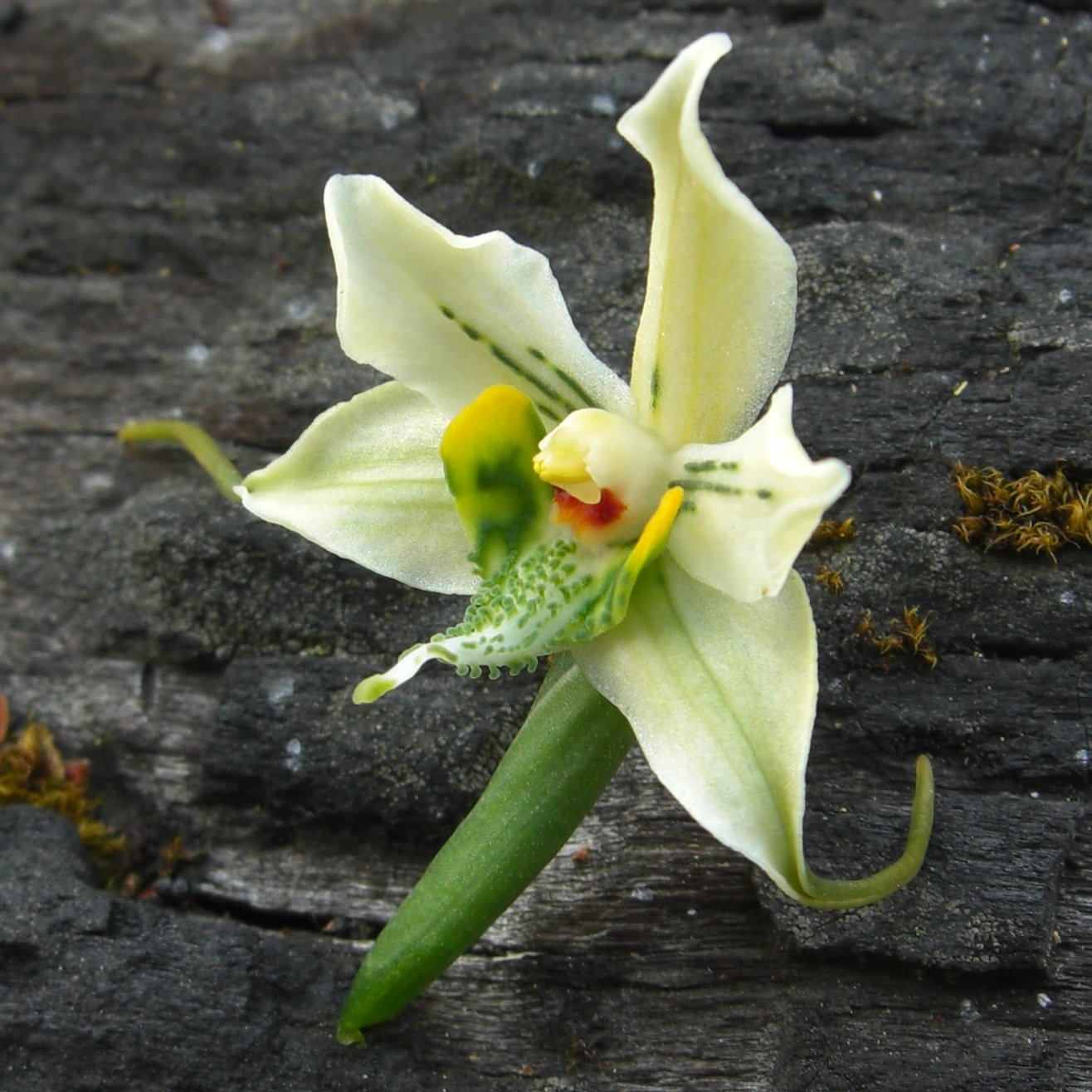